# Anisosticta novemdecimpunctata

Anisosticta novemdecimpunctata је инсект из реда тврдокрилаца (Coleoptera) и породице бубамара (Coccinellidae).

## Распрострањење и станиште
Настањује целу Eвропу (изузев Исланда). У Србији је има на различитим надморским висинама, али није често бележена врста (свега неколико тачака).

## Опис
Anisosticta novemdecimpunctata је бубамара веома карактеристичног изгледа. Покрилца су розе-жута. На покрилцима се налази деветнаест тачкица. Пронотум је углавном исте боје као покрилца, са шест тачкица. Тело јој је дугачко 2,8–4 mm.

## Галерија
- имаго
- ларва
- лутка